# Amata macroplaca
Amata macroplaca är en fjärilsart som beskrevs av Edward Meyrick 1886. Amata macroplaca ingår i släktet Amata och familjen björnspinnare. Inga underarter finns listade i Catalogue of Life.